# 阿什莉·麦康奈尔
阿什莉·麦康奈尔（英語：Ashleigh McConnell，1996年3月26日—），澳大利亚女子游泳运动员。她曾代表澳大利亚参加2016年和2020年夏季残疾人奥林匹克运动会游泳比赛，获得一枚金牌和一枚银牌。